# 方饭亭
方饭亭，位于中国广东省汕尾市海丰县海城镇五坡岭，为汕尾市海丰县的一个省级文物保护单位，类型为古建筑，公布时间为2012年。
方饭亭的历史年代为明代，方饭亭是为了纪念抗元英雄文天祥而修建的。